# Hatfield (Arkansas)
Hatfield è un comune degli Stati Uniti d'America, situato in Arkansas, nella contea di Polk.